# UFC 11
UFC 11: The Proving Ground（ユーエフシー・イレブン：ザ・プルーヴィング・グラウンド）は、アメリカ合衆国の総合格闘技団体「UFC」の大会の一つ。1996年9月20日、ジョージア州オーガスタのオーガスタ市民センターで開催された。

## 大会概要
トーナメントでは、マーク・コールマンがジュリアン・サンチェズ、ブライアン・ジョンストンを降して決勝に進出したが、もう一方の準決勝の勝者スコット・フェローゾおよびリザーバーのいずれも負傷により棄権したため、コールマンが不戦勝による優勝でトーナメント2連覇を果たした。

## 試合結果

### リザーブマッチ
第1試合 UFC 11トーナメント リザーブマッチ 10分1R
○  スコット・フェローゾ vs.  サム・フルトン ×
1R 1:48 ギブアップ（グラウンドの打撃）
※フェローゾがトーナメントリザーブ権獲得
第2試合 UFC 11トーナメント リザーブマッチ 10分1R
○  ホベルト・トラヴェン vs.  デイブ・ベリー ×
1R 1:23 ギブアップ（グラウンドの打撃）
※トラヴェンがトーナメントリザーブ権獲得

### トーナメント1回戦
第3試合 UFC 11トーナメント 1回戦 15分1R
○  マーク・コールマン vs.  ジュリアン・サンチェズ ×
1R 0:45 チョークスリーパー
※コールマンが準決勝進出
第4試合 UFC 11トーナメント 1回戦 15分1R
○  ブライアン・ジョンストン vs.  レーザ・ナスリ ×
1R 0:28 TKO（レフェリーストップ：グラウンドの打撃）
※ジョンストンが準決勝進出
第5試合 UFC 11トーナメント 1回戦 15分1R
○  タンク・アボット vs.  サム・アドキンス ×
1R 2:06 ネックロック
※アボットが準決勝進出
第6試合 UFC 11トーナメント 1回戦 15分1R
○  ジェリー・ボーランダー vs.  ファビオ・グージェウ ×
1R終了 判定3-0
※ボーランダーの負傷棄権によりリザーバーのフェローゾが準決勝進出

### トーナメント準決勝
第7試合 UFC 11トーナメント 準決勝 15分1R、延長3分
○  マーク・コールマン vs.  ブライアン・ジョンストン ×
1R 2:20 ギブアップ（グラウンドの打撃）
※コールマンが決勝進出
第8試合 UFC 11トーナメント 準決勝 15分1R、延長3分
○  スコット・フェローゾ vs.  タンク・アボット ×
延長R終了 判定3-0
※フェローゾの負傷棄権によりコールマンが不戦勝でトーナメント優勝